# El Bagre
El Bagre est une municipalité située dans le département d'Antioquia, en Colombie.

## Démographie
Selon les données récoltées par le DANE lors du recensement de la population colombienne en 2005, El Bagre compte une population de 37 862 habitants.

## Liste des maires
- 2020 - 2023 : Faber Enrique Trespalacios
- 2012 - 2015 : Harold Alonso Echeverri Avendaño